# Ciclismo nos Jogos Pan-Americanos de 2023 - BMX estilo livre feminino
A prova do BMX estilo livre feminino do ciclismo nos Jogos Pan-Americanos de 2023 foi disputada em 5 de novembro de 2023 na Esplanada dos Esportes Urbanos, em Ñuñoa. Um total de oito ciclistas, cada uma representando um Comitê Olímpico Nacional (CON), participaram do evento.

## Calendário
Horário local (UTC−3).
| Data          | Hora  | Fase           |
| ------------- | ----- | -------------- |
| 5 de novembro | 10:00 | Qualificatória |
| 5 de novembro | 12:45 | Final          |

## Medalhistas
| Ouro   | USA Hannah Roberts |
| Prata  | CHI Macarena Pérez |
| Bronze | VEN Katherine Díaz |

## Resultados

### Qualificatória
Cada competidora realiza duas séries de manobras, com as quatro melhores médias avançando para a final.
| Pos. | Ciclista             | CON                | Descida 1 | Descida 2 | Média | Notas |
| ---- | -------------------- | ------------------ | --------- | --------- | ----- | ----- |
| 1    | Hannah Roberts       | USA Estados Unidos | 68.00     | 63.33     | 65.67 | Q     |
| 2    | Analía Zacarías      | ARG Argentina      | 62.67     | 61.00     | 61.83 | Q     |
| 3    | Katherine Díaz       | VEN Venezuela      | 60.33     | 57.67     | 59.00 | Q     |
| 4    | Macarena Pérez       | CHI Chile          | 65.33     | 24.67     | 45.00 | Q     |
| 5    | Sofía Báez           | MEX México         | 39.33     | 36.33     | 37.83 |       |
| 6    | María Victoria Rocha | PER Peru           | 27.00     | 27.00     | 27.00 |       |
| 7    | Patricia Marín       | PAR Paraguai       | 24.00     | 25.00     | 24.50 |       |
| 8    | Eduarda Bordignon    | BRA Brasil         | 21.33     | 25.67     | 23.50 |       |

### Final
Cada competidora realiza duas séries de manobras, mas diferente da fase anterior, apenas a melhor delas é considerada e onde se definem as medalhistas.
| Pos.              | Ciclista        | CON                | Descida 1 | Descida 2 | Melhor |
| ----------------- | --------------- | ------------------ | --------- | --------- | ------ |
| Medalha de ouro   | Hannah Roberts  | USA Estados Unidos | 81.67     | 00.00     | 81.67  |
| Medalha de prata  | Macarena Pérez  | CHI Chile          | 72.33     | 72.00     | 72.33  |
| Medalha de bronze | Katherine Díaz  | VEN Venezuela      | 65.67     | 69.00     | 69.00  |
| 4                 | Analía Zacarías | ARG Argentina      | 62.00     | 59.00     | 62.00  |